# Bonț, Cluj
Bonț (în maghiară Boncnyires) este un sat în comuna Fizeșu Gherlii din județul Cluj, Transilvania, România.

## Istoric

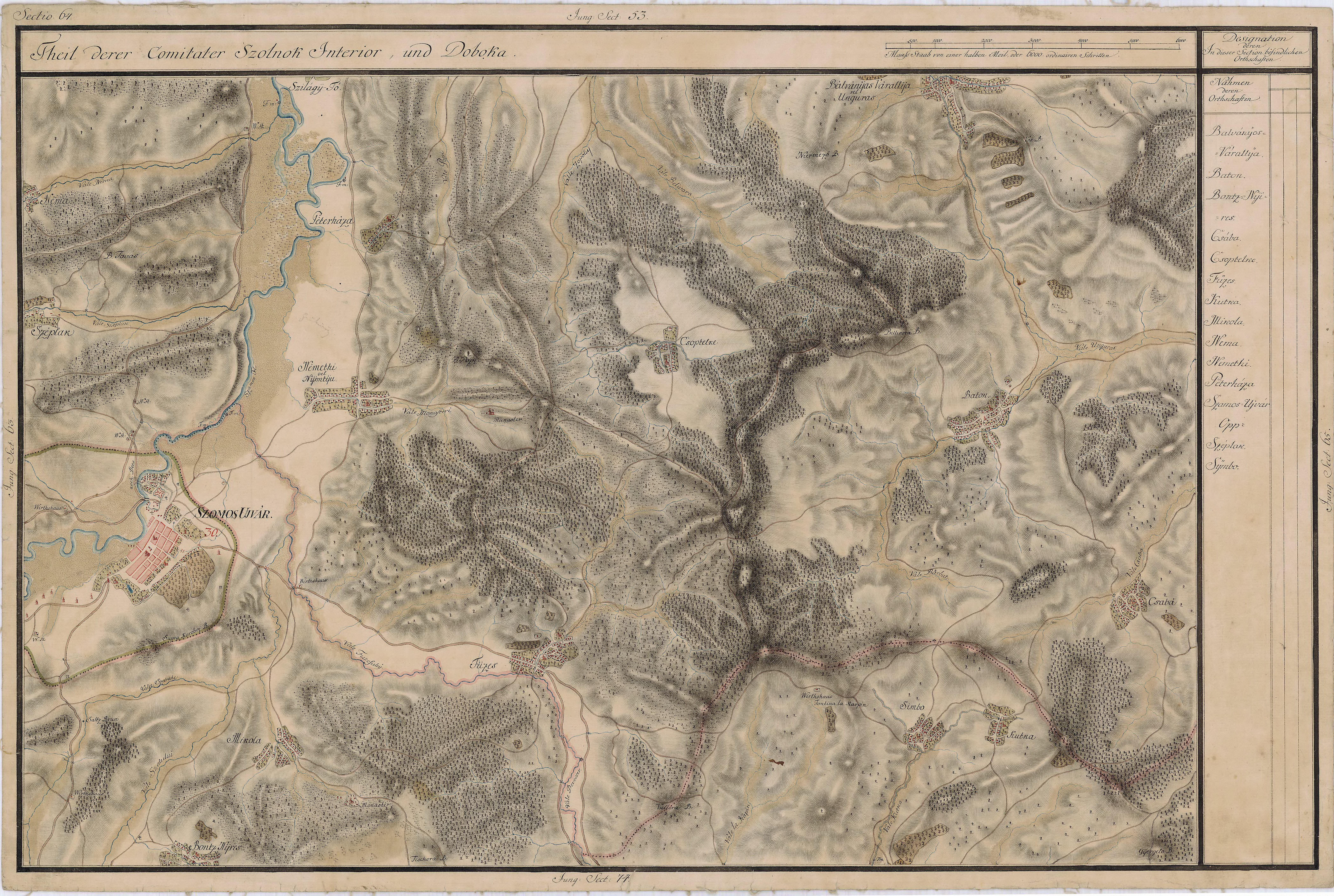
Bonț pe Harta Iosefină a Transilvaniei, 1769-1773

Satul este menționat pentru prima dată într-un document din 1318, cu numele Bonchnyrese.
Satul a aparținut în Evul Mediu domeniului latifundiar al familiei nobiliare maghiare Kendi.

## Date geologice
În perimetrul acestei localități s-a pus în evidență prezența unui masiv de sare gemă și a unor izvoare sărate, saramura fiind întrebuințată din vechi timpuri de către localnici.

## Descoperiri arheologice
1.  Pe o terasă a dealului numit "Bucutir", la nord de sat.
Descoperiri: 
- așezare; datare repertoriu: neolitic
- secure - din amfibolit, lungă de 0,70 m; datare repertoriu: neolitic

2.  În apropiere de izvoarele din Valea Holcereghii", la sud-est de sat.
Tip sit: așezare 
Descoperiri: 
- așezare; datare repertoriu: perioada de tranziție la epoca bronzului; cultura: Coțofeni
- verigă (brățară?) - din sticlă albastră; datare repertoriu: La Tene
- fibulă - din bronz (fragment); datare repertoriu: La Tene
- ceramică; datare repertoriu: perioada de tranziție la epoca bronzului; cultura: Coțofeni
- piese litice - așchii din obsidian, silexuri; datare repertoriu: perioada de tranziție la epoca bronzului; cultura: Coțofeni
- greutate - piese din lut; datare repertoriu: perioada de tranziție la epoca bronzului; cultura: Coțofeni

3.  La locul numit "După tău".
Descoperiri: 
- așezare; datare repertoriu: perioada de tranziție la epoca bronzului; cultura: Coțofeni
- ceramică - fragmente; datare repertoriu: perioada de tranziție la epoca bronzului; cultura: Coțofeni
- secure - piese plate, din piatră lustruită; datare repertoriu: perioada de tranziție la epoca bronzului; cultura: Coțofeni
- percutor - piese din piatră; datare repertoriu: perioada de tranziție la epoca bronzului; cultura: Coțofeni
- piese litice - fragmente din obsidian; datare repertoriu: perioada de tranziție la epoca bronzului; cultura: Coțofeni

4.  În punctul numit "Răzor".
Descoperiri: 
- așezare - Materialul arheologic a fost cules din arătura de pe terasă.; datare repertoriu: epoca bronzului
- ceramică - fragmente; datare repertoriu: epoca bronzului
- piese litice - unelte din amfibolit lustruite și silexuri; datare repertoriu: epoca bronzului
- neprecizat - din bronz; datare repertoriu: epoca bronzului
- brățară - din bronz; datare repertoriu: epoca bronzului
- faună - de animale domestice: bovine, ovine, porcine; datare repertoriu: epoca bronzului

Punct 5.  În punctul "Boziaș", în valea Șalului.
Descoperiri: 
- așezare; datare repertoriu: epoca bronzului
- ceramică - fragmente de vase groase; datare repertoriu: epoca bronzului
- secure - din piatră lustruită; datare repertoriu: epoca bronzului

6. Neprecizat
Tip sit: neprecizat
Observatii: Materialul arheologic menționat, provine din așezările de epoca bronzului descoperite în punctele "Valea Holcereghii", "După tău", "Răzor", fără a se preciza în care dintre ele anume. 
Descoperiri: 
- unealtă - din piatră; datare repertoriu: perioada de tranziție la epoca bronzului, bronz; Muz. de istorie naturală din Viena, colecția E. Orosz
- ceramică - unele sunt ornate cu încrustații cu o substanță albă. Ornamentele constau din desene geometrice simple ori din spirale și meandre. Predomină tipul Coțofeni. Schroller menționează însă și elemente caracteristice ceramicii de tip Wietenberg.; datare repertoriu: perioada de tranziție la epoca bronzului, bronz; cultura: Coțofeni, Wietenberg; Muz. de istorie naturală din Viena, colecția E. Orosz

7.  Neprecizat
Tip sit: exploatare minieră 
Descoperiri: 
- exploatare minieră - Nu s-au făcut cercetări.; datare repertoriu: neprecizată

8.  Neprecizat
Tip sit: neprecizat 
Descoperiri: 
- ceramică - numeroase fragmente de culoare cenușie și roșie, cu ornamente; datare repertoriu: epoca romană[3].